# Hailles
Hailles est une commune française située dans le département de la Somme, en région Hauts-de-France.

## Géographie
Hailles est un village picard de l'Amiénois.
Limitrophe de Moreuil, la localité est située à 7 km au sud-ouest d'Ailly-sur-Noye, 9 km au sud-ouest de Villers-Bretonneux, 13 km au sud-ouest de Corbie, 14 km au sud-est d'Amiens, 20 km au nord-ouest de Montdidier et à 48 km au sud-ouest de Beauvais, à vol d'oiseau.
Le territoire de la commune est limitrophe de ceux de six communes.
Les communes limitrophes sont  Dommartin, Fouencamps, Moreuil, Rouvrel, Thennes et Thézy-Glimont.

### Nature du sol, sous-sol
Le sol est tourbeux dans la vallée, formé d'humus ou silico-calcaire selon les endroits.

### Hydrographie

#### Réseau hydrographique
La commune est située dans le bassin Artois-Picardie. Elle est drainée par l'Avre.
L'Avre, d'une longueur de 66 km, prend sa source dans la commune de Amy, à 81 m d'altitude, et se jette  dans la Somme à Longueau, à 24 m d'altitude, après avoir traversé 31 communes. Les caractéristiques hydrologiques de l'Avre sont données par la station hydrologique située sur la commune. Le débit moyen mensuel est de 2,15 m3/s. Le débit moyen journalier maximum est de 10,1 m3/s, atteint lors de la crue du 11 juillet 2001. Le débit instantané maximal est quant à lui de 10,2 m3/s, atteint le même jour.

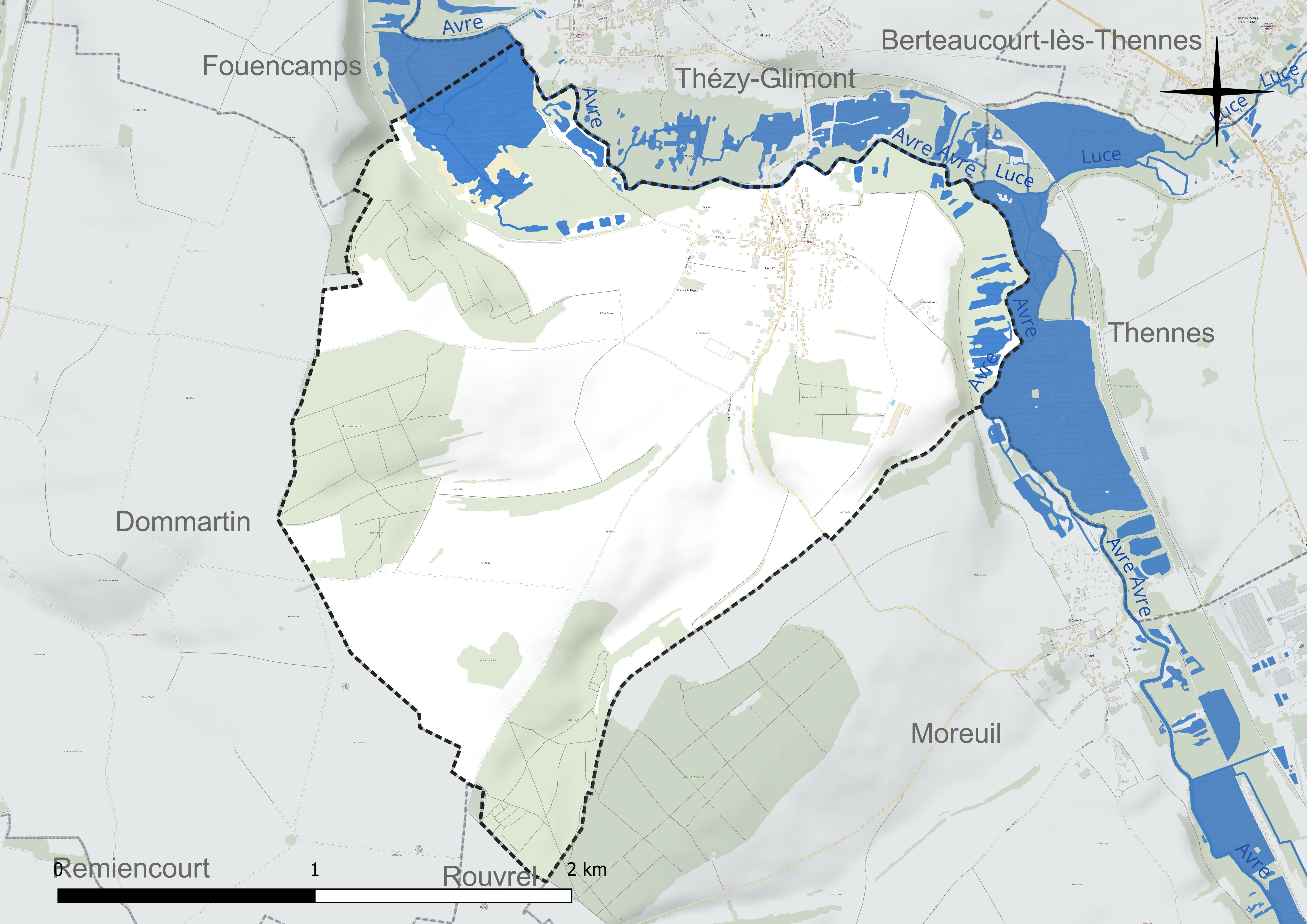
Réseau hydrographique de Hailles.

#### Gestion et qualité des eaux
Le territoire communal est couvert par le schéma d'aménagement et de gestion des eaux (SAGE) « Somme aval et Cours d'eau côtiers ». Ce document de planification concerne un territoire de 1 835 km2 de superficie, délimité par le bassin versant de la Somme canalisée. Le périmètre a été arrêté le 29 avril 2010 et le SAGE proprement dit a été approuvé le 6 août 2019. La structure porteuse de l'élaboration et de la mise en œuvre est le syndicat mixte d'aménagement hydraulique du bassin versant de la Somme (AMEVA).
La qualité des cours d'eau peut être consultée sur un site dédié géré par les agences de l'eau et l'Agence française pour la biodiversité.

### Climat
Pour des articles plus généraux, voir Climat des Hauts-de-France et Climat de la Somme.
En 2010, le climat de la commune est de type climat océanique dégradé des plaines du Centre et du Nord, selon une étude du CNRS s'appuyant sur une série de données couvrant la période 1971-2000. En 2020, Météo-France publie une typologie des climats de la France métropolitaine dans laquelle la commune est exposée à un climat océanique et est dans la région climatique Nord-est du bassin Parisien, caractérisée par un ensoleillement médiocre, une pluviométrie moyenne régulièrement répartie au cours de l'année et un hiver froid (3 °C).
Pour la période 1971-2000, la température annuelle moyenne est de 10,6 °C, avec une amplitude thermique annuelle de 14,1 °C. Le cumul annuel moyen de précipitations est de 668 mm, avec 11,2 jours de précipitations en janvier et 8,6 jours en juillet. Pour la période 1991-2020, la température moyenne annuelle observée sur la station météorologique la plus proche, située sur la commune de Glisy à 9 km à vol d'oiseau, est de 11,1 °C et le cumul annuel moyen de précipitations est de 646,6 mm,. Pour l'avenir, les paramètres climatiques de la commune estimés pour 2050 selon différents scénarios d'émission de gaz à effet de serre sont consultables sur un site dédié publié par Météo-France en novembre 2022.

## Urbanisme

### Typologie
Au 1er janvier 2024, Hailles est catégorisée bourg rural, selon la nouvelle grille communale de densité à sept niveaux définie par l'Insee en 2022.
Elle est située hors unité urbaine. Par ailleurs la commune fait partie de l'aire d'attraction d'Amiens, dont elle est une commune de la couronne,. Cette aire, qui regroupe 369 communes, est catégorisée dans les aires de 200 000 à moins de 700 000 habitants,.

### Occupation des sols
L'occupation des sols de la commune, telle qu'elle ressort de la base de données européenne d'occupation biophysique des sols Corine Land Cover (CLC), est marquée par l'importance des territoires agricoles (57,5 % en 2018), en diminution par rapport à 1990 (59,2 %). La répartition détaillée en 2018 est la suivante : 
terres arables (57,5 %), forêts (27,3 %), zones urbanisées (6,9 %), zones humides intérieures (4,2 %), eaux continentales (4,1 %). L'évolution de l'occupation des sols de la commune et de ses infrastructures peut être observée sur les différentes représentations cartographiques du territoire : la carte de Cassini (XVIIIe siècle), la carte d'état-major (1820-1866) et les cartes ou photos aériennes de l'IGN pour la période actuelle (1950 à aujourd'hui).

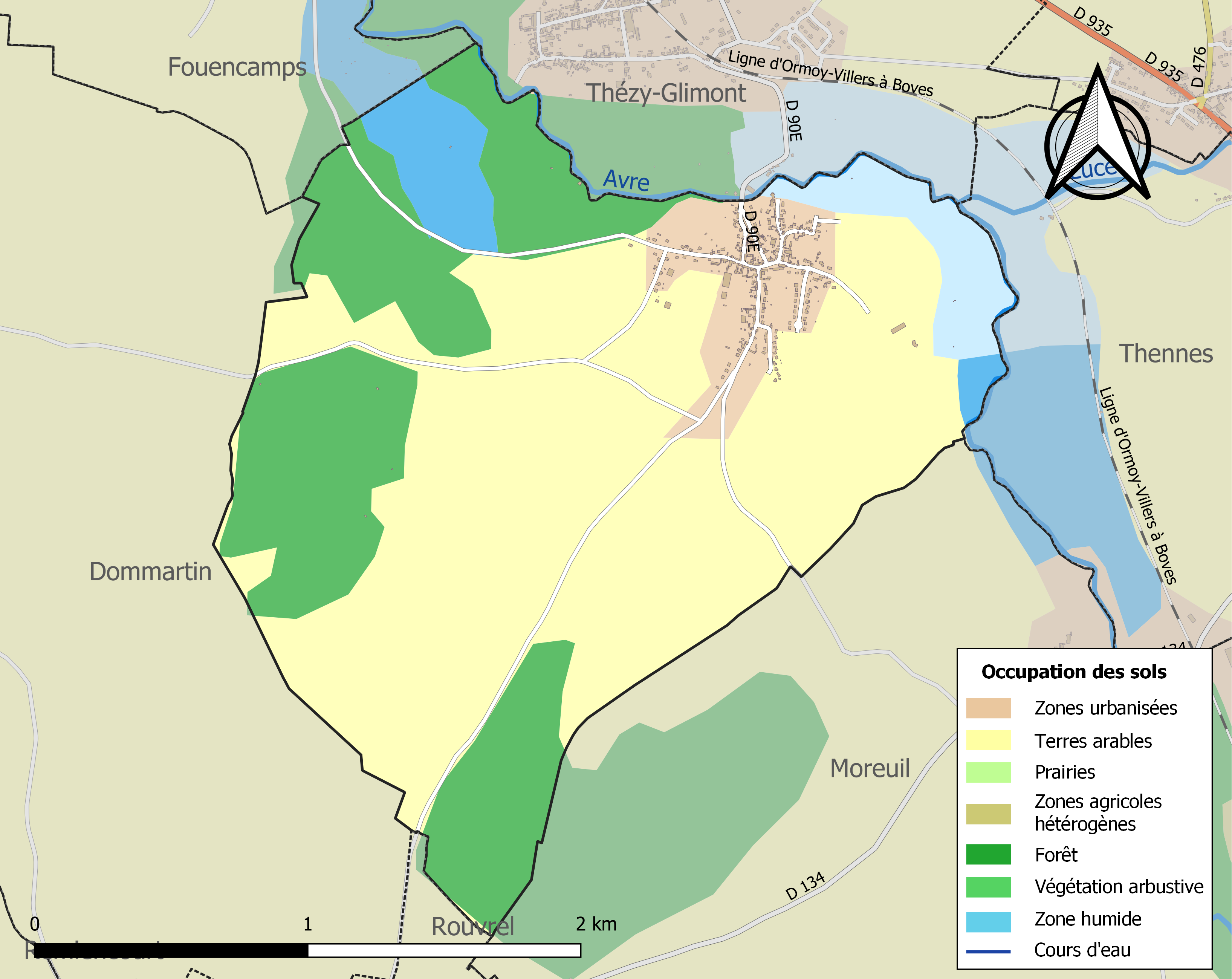
Carte des infrastructures et de l'occupation des sols de la commune en 2018 (CLC).

### Voies de communication et transports
La localité est desservie par les autocars du réseau inter-urbain Trans'80, Hauts-de-France (ligne no 60, Davenescourt - Moreuil - Amiens).
Aisément accessible par l'ancienne route nationale 35 (actuelle RD 935), il est traversé par la ligne d'Ormoy-Villers à Boves.

## Toponymie
La forme latinisée de Alleium est relevée en 1142 pour donner Halla en 1198 et Hailles en 1242, d'après Pierre de Jumelles. Le sceau de Jean de Castel, en 1361, porte lui aussi cette orthographe,.

## Histoire

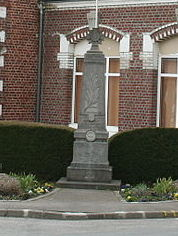
Le monument aux morts.

Des silex taillés et des poteries romaines ont été trouvées sur le territoire communal.
Une épée datant du temps des croisades a été découverte au mont Saint-Domice en 1870. Elle serait au musée de Picardie.
En 1261, Jean, abbé de Saint-Acheul, devient acquéreur d'un fief.
En 1345, Jean de Castel, habitant de Hailles, donne des biens à l'église de Berny.
Guillaume de Caurel était seigneur du village en 1557. Un lieudit porte encore son nom.
Un dénombrement des terres de Boves de 1692, relatif à un droit de pêche, nous apprend qu'un pont existait déjà à cette époque.
Durant la guerre franco-allemande de 1870, des francs-tireurs, cachés derrière le village tirèrent 60 coups de feu sur un officier prussien qui ne fut pas atteint. Les Allemands menacèrent d'incendier le village.
A la fin du XIXe siècle, on notait que les sources, dans la vallée ou dans les prairies, freinent la gelée de l'eau en hiver, attirant ainsi le gibier d'eau, ce qui favorise la chasse.

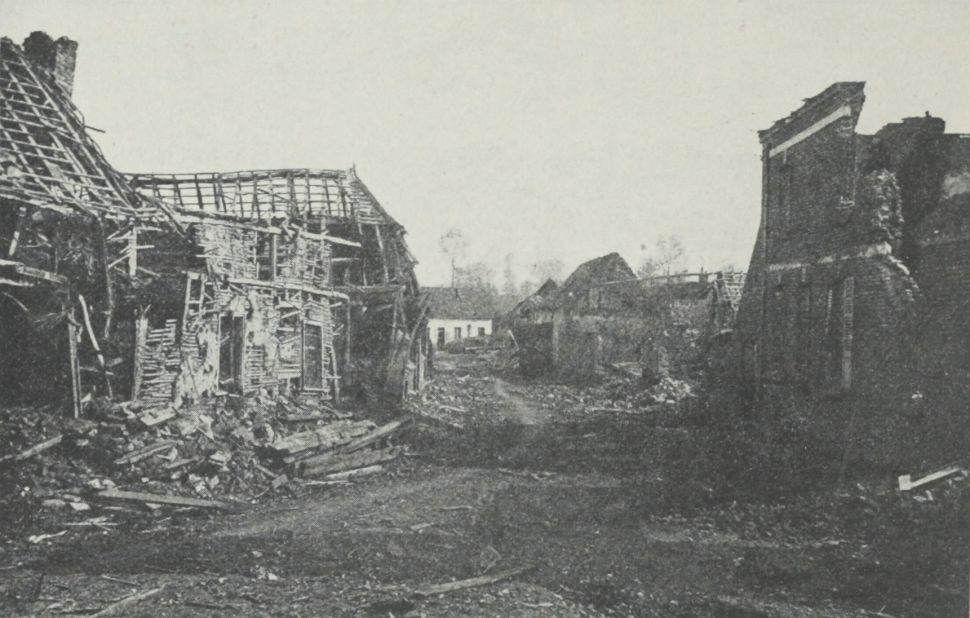
Une rue de Hailles en mai 1918.

Durant la Première Guerre mondiale, le village, situé en 1918 sur la ligne de front, a été entièrement détruit, et notamment  le château, l'église, la majeure partie des maisons ainsi que le bois Sénécat, mitraillés et cible privilégiée de tirs de canons, ont disparu,.
Le village s'est retrouvé en première ligne, lors de la tentative de prise d'Amiens, du 21 mars au 8 août.
La conquête du bois Sénécat représentait un intérêt stratégique de première importance et a donné lieu à de violents combats. En trois semaines, près de 115 000 coups de canon de 75 sont tirés.
La commune a été décorée de la Croix de guerre 1914-1918 le 28 octobre 1920 :  « Située en 1918 sur la ligne de bataille, a été l'objet de nombreux bombardements qui l'ont entièrement détruite. A toujours montré dans les épreuves un calme et une dignité incomparable en attendant l'heure de la Victoire ».
La reconstruction du village est menée entre 1920 et 1930.

## Politique et administration

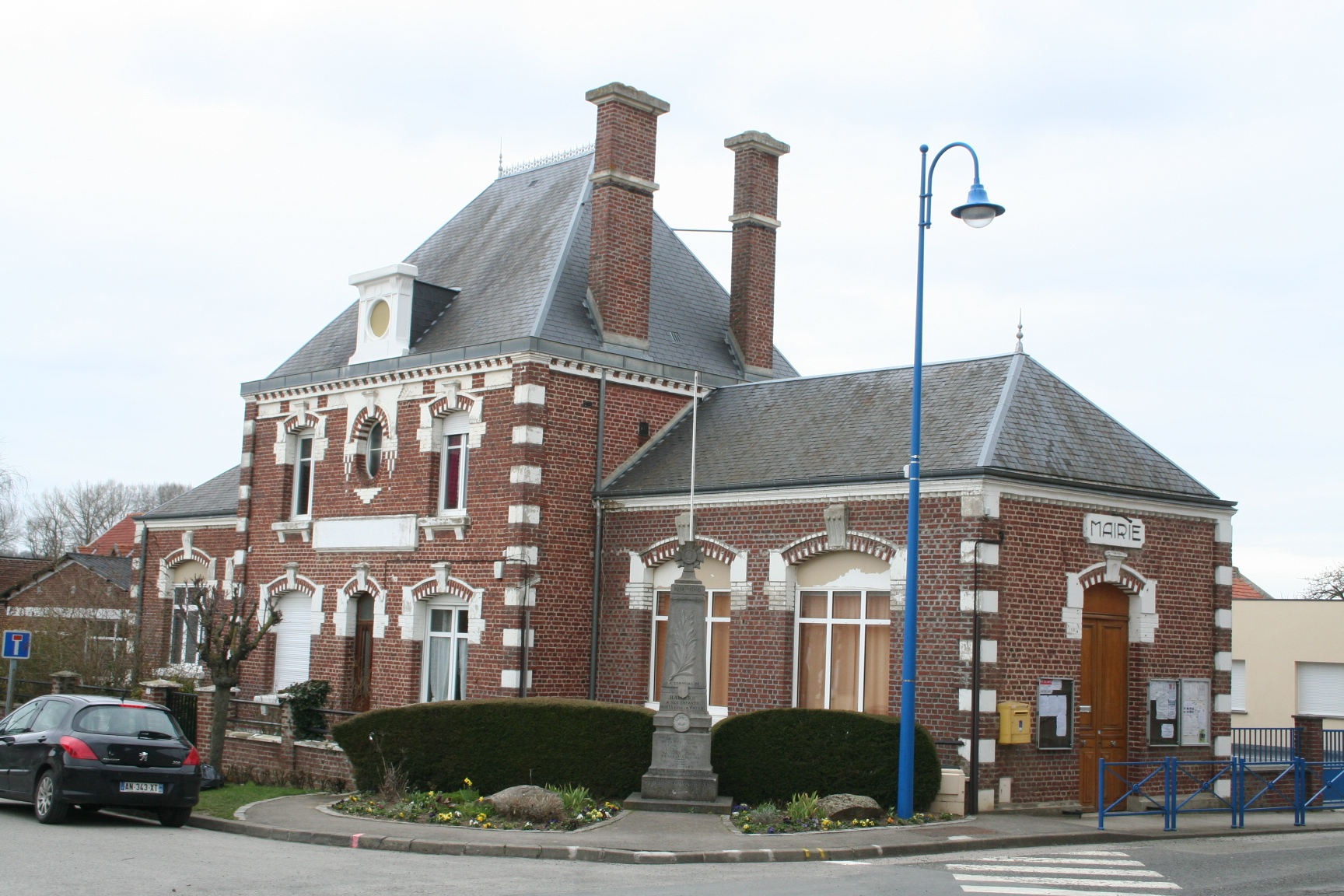
Mairie.

### Rattachements administratifs et électoraux
La commune se trouvait de 1793 à 2016 dans l'arrondissement d'Amiens du département de la Somme. Elle est rattachée depuis le 1er janvier 2017 à  l'arrondissement de Montdidier.
Pour l'élection des députés, elle fait partie depuis 2012 de la quatrième circonscription de la Somme.
Elle faisait partie de 1801 à 1880 du canton de Sains, année où son chef lieu a été transféré et où le canton devint celui de Boves. Dans le cadre du redécoupage cantonal de 2014 en France, la commune est désormais rattachée au canton de Moreuil.

### Intercommunalité
La commune était membre de la communauté de communes du canton de Moreuil, créée par un arrêté préfectoral du 4 décembre 1992 et renommée communauté de communes Avre Luce Moreuil (CCALM) par arrêté préfectoral du 6 mai 1996.
Dans le cadre des dispositions de la loi portant nouvelle organisation territoriale de la République du 7 août 2015, qui prévoit que les établissements publics de coopération intercommunale (EPCI) à fiscalité propre doivent avoir un minimum de 15 000 habitants, la préfète de la Somme propose en octobre 2015 un projet de nouveau schéma départemental de coopération intercommunale (SDCI) prévoyant la réduction de 28 à 16 du nombre des intercommunalités à fiscalité propre du département.
Après des hypothèses de regroupement des communautés de communes du Grand Roye (CCGR), du canton de Montdidier (CCCM), du Santerre et d'Avre, Luce et Moreuil, la préfète dévoile en octobre 2015 son projet qui prévoit la « des communautés de communes d'Avre Luce Moreuil et du Val de Noye  », le nouvel ensemble de 22 440 habitants regroupant 49 communes,. À la suite de l'avis favorable des intercommunalités et de la commission départementale de coopération intercommunale en janvier 2016 puis des conseils municipaux et communautaires concernés, la fusion est établie par un arrêté préfectoral du 22 décembre 2016, qui prend effet le 1er janvier 2017.
La commune est donc désormais membre de la communauté de communes Avre Luce Noye (CCALN).

### Liste des maires
| Période                                  | Période                        | Identité             | Étiquette | Qualité  |
| ---------------------------------------- | ------------------------------ | -------------------- | --------- | -------- |
| Les données manquantes sont à compléter. |                                |                      |           |          |
| juin 1995                                | mars 2014                      | Jacques Van-Oostende | NC        | Retraité |
| mars 2014                                | mai 2020                       | Alain Pottier        |           | Retraité |
| mai 2020                                 | En cours (au 15 novembre 2022) | Fabrice Veront       |           |          |

## Population et société

### Démographie
L'évolution du nombre d'habitants est connue à travers les recensements de la population effectués dans la commune depuis 1793. Pour les communes de moins de 10 000 habitants, une enquête de recensement portant sur toute la population est réalisée tous les cinq ans, les populations de référence des années intermédiaires étant quant à elles estimées par interpolation ou extrapolation. Pour la commune, le premier recensement exhaustif entrant dans le cadre du nouveau dispositif a été réalisé en 2006.

En 2022, la commune comptait 405 habitants, en évolution de −3,11 % par rapport à 2016 (Somme : −1,26 %, France hors Mayotte : +2,11 %).
| 1793 | 1800 | 1806 | 1821 | 1831 | 1836 | 1841 | 1846 | 1851 |
| ---- | ---- | ---- | ---- | ---- | ---- | ---- | ---- | ---- |
| 244  | 300  | 322  | 356  | 368  | 372  | 405  | 470  | 460  |

| 1856 | 1861 | 1866 | 1872 | 1876 | 1881 | 1886 | 1891 | 1896 |
| ---- | ---- | ---- | ---- | ---- | ---- | ---- | ---- | ---- |
| 420  | 416  | 389  | 373  | 372  | 369  | 325  | 336  | 323  |

| 1901 | 1906 | 1911 | 1921 | 1926 | 1931 | 1936 | 1946 | 1954 |
| ---- | ---- | ---- | ---- | ---- | ---- | ---- | ---- | ---- |
| 268  | 252  | 253  | 152  | 181  | 183  | 201  | 214  | 209  |

| 1962 | 1968 | 1975 | 1982 | 1990 | 1999 | 2006 | 2011 | 2016 |
| ---- | ---- | ---- | ---- | ---- | ---- | ---- | ---- | ---- |
| 226  | 236  | 219  | 263  | 319  | 332  | 384  | 429  | 418  |

| 2021 | 2022 | - | - | - | - | - | - | - |
| ---- | ---- | - | - | - | - | - | - | - |
| 413  | 405  | - | - | - | - | - | - | - |

### Enseignement
Pour la scolarité primaire, la commune est associée avec celle de Thézy-Glimont, dans le cadre d'un regroupement pédagogique intercommunal (RPI). Du CE1 au CM2, à la rentrée 2014, les élèves sont accueillis à Hailles.

### Manifestations culturelles et festivités
L'amicale des Anciens élèves organise une réderie (brocante, vide-grenier) en septembre.
Le premier weekend d'août a lieu la fête communale. 
Fête foraine (autos tamponneuses, petit manège, tir à la carabine, pêche aux canards, machine à sous, stand de friandises), feu d'artifice le dimanche soir, repas les soirs de fête : samedi dimanche et lundi.

## Culture locale et patrimoine

### Lieux et monuments

#### Église Saint-Vast
L'église Saint-Vast a été reconstruite en 1923, après les destructions de la Première Guerre mondiale.

#### Château
Le château de Hailles a été construit tout en pierre au XVIIIe siècle, à proximité de l'église, par la famille de Herte. Il a été détruit en 1918 au cours de la Première Guerre mondiale, sauf l'aile ouest, subsistante.

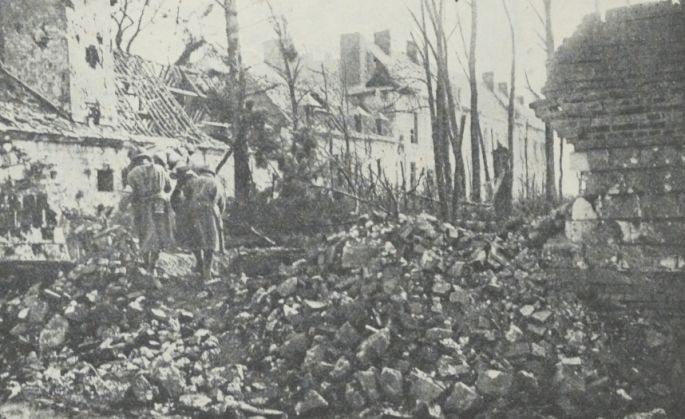
Le château de Hailles en mai 1918, après les bombardements allemands.
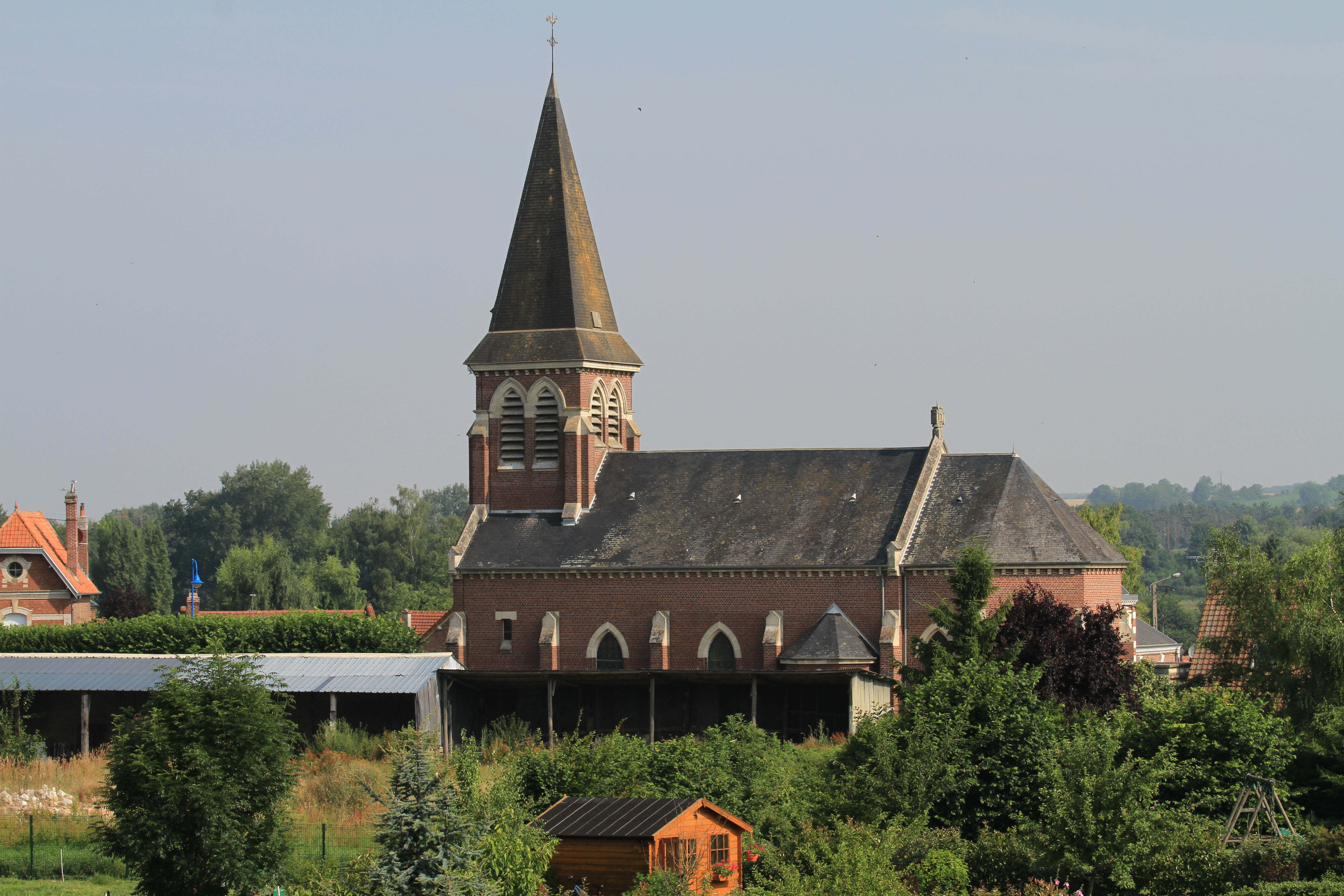
Église de Hailles.
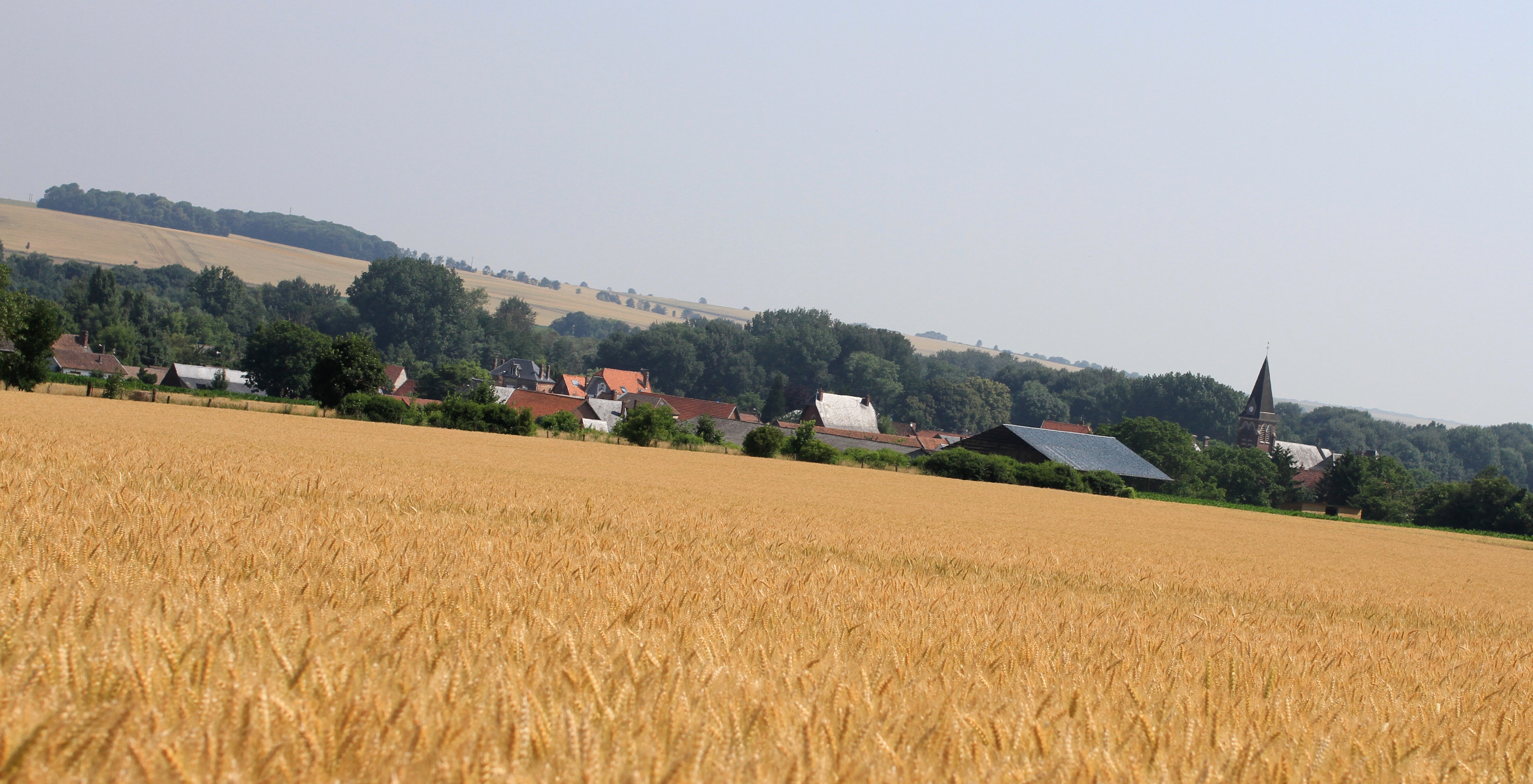
Hailles avant la moisson.

#### Marais communal
Le marais communal, situé au cœur de la vallée de l'Avre, un peu en aval de la confluence avec son affluent principal, la Noye, est constitué d'un étang principal assez peu profond et envasé, entouré de quelques mares d'étendues beaucoup plus modestes avec des boisements de fourrés de Saules cendrés, qui ont tendance à miter les roselières.
L'ensemble  fait l'objet d'un contrat Natura 2000 afin de protéger : 
- Herbier aquatique à Utriculaire commune, banquette d'atterrissement à Souchet brun, phragmitaie tourbeuse à Fougère des marais et/ou Petite Massette[47] ;
- Cordulie à corps fin, Blongios nain, Busard des roseaux, Locustelle luscinoïde ;
- Utriculaire commune, Myriophylle verticillé, Pesse d'eau, Ricciocarpe nageant, Rubanier nain, Souchet brun[48].

Depuis 2017, le marais est inclus dans le site Ramsar, Marais et tourbières des vallées de la Somme et de l'Avre.

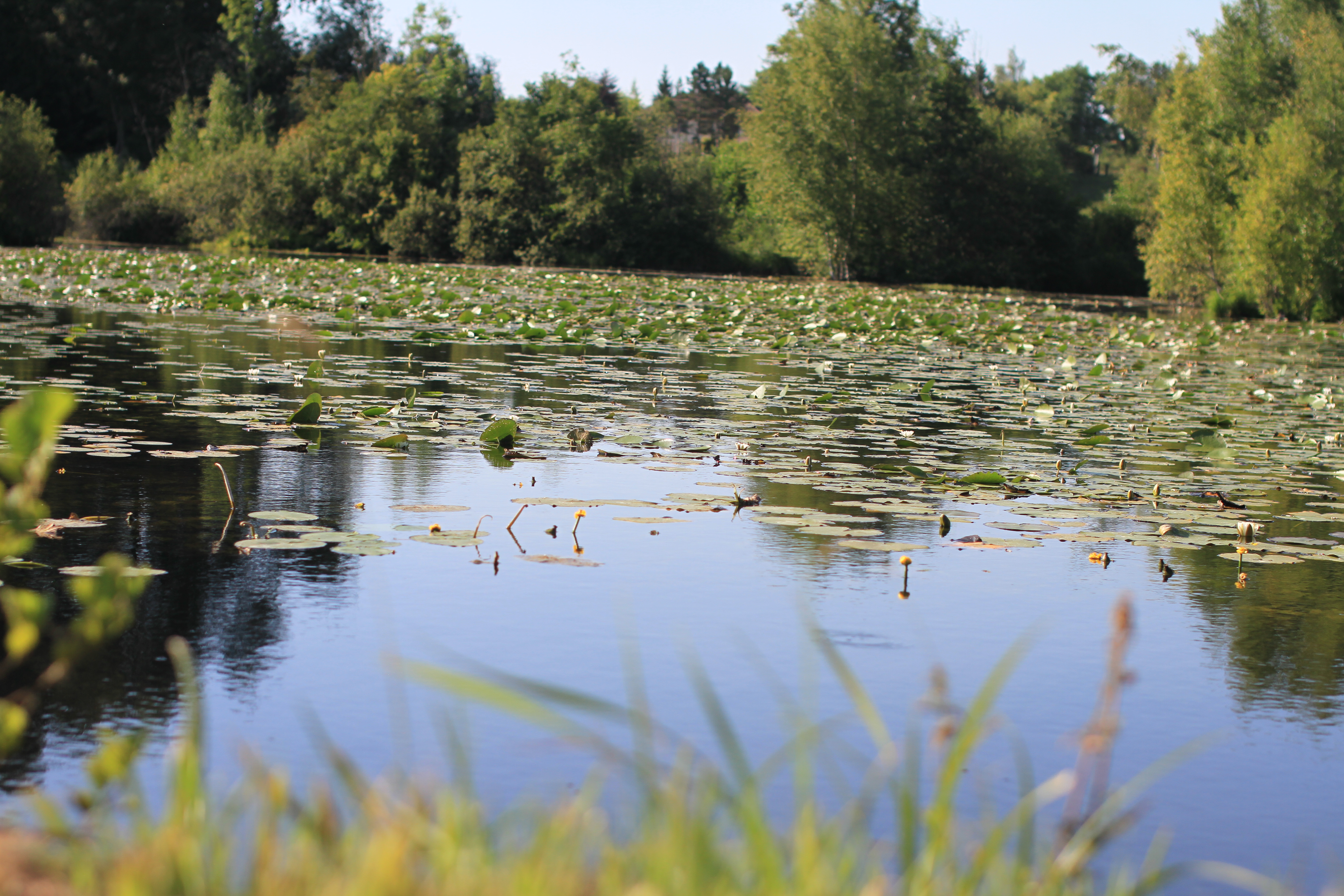
Le marais de Hailles - Thézy-Glimont.

### Personnalités liées à la commune
- Xavier de Bonnault d'Houët (1847-1923), historien, dernier propriétaire du château de Hailles
- Jacques Rançon[50] (1960) - Suspect dans l'affaire des meurtres de la gare de Perpignan